# 朱旭 (演员)
朱旭（1930年4月15日—2018年9月15日），男，汉族，遼寧瀋陽人，中國國家一級演員。
朱旭最為著名的作品是在吳天明導演的影片《變臉》和張揚導演的影片《洗澡》中擔任男主角。他曾榮獲一次百花獎最佳男配角、一次東京國際影展最佳男演員，并五次入圍金雞獎最佳男主角。

## 生平
1949年4月，朱旭考入华北大学第三部文艺干部训练班，7月随华北大学文工队三队到天津等地演出，11月调华北大学文工队二团（即后来的中央戏剧学院话剧团）任演员。
1952年，他成为北京人民艺术剧院成立后的第一批演员。1980年代以後活躍於大小銀幕，1995年於中日合拍的電視劇《大地之子》飾演男主角養父，因而在日本也有相當高的知名度。
2018年9月14日，媒体纷纷报道朱旭去世，但是遭到否认。2018年9月15日2时20分，朱旭在北京逝世，享年88岁。

## 演出

### 话剧
- 《生活》
- 《北街南院》
- 《屠夫》
- 《咸亨酒店》饰演阿Q
- 《哗变》饰演魁格
- 《芭巴拉少校》饰演安得谢夫
- 《非这样生活不可》饰演休特尔
- 《明朗的天》饰演孙荣
- 《武则天》饰演唐高宗
- 《悭吝人》饰演雅克大师傅
- 《女店员》饰演卫默香
- 《蔡文姬》饰演左贤王
- 《骆驼祥子》饰演二强子
- 《左邻右舍》饰演李振民
- 《推销员之死》饰演查理

### 电影
| 年份   | 片名             | 角色         | 备注 |
| ------ | ---------------- | ------------ | ---- |
| 1984年 | 红衣少女         | 父亲         |      |
| 1985年 | 小巷名流         | 司马二哥     |      |
| 1987年 | 鼓书艺人         | 方宝森       |      |
| 1988年 | 偷来的爱         |              |      |
| 1990年 | 大太监李莲英     | 奕譞         |      |
| 1991年 | 心香             |              |      |
| 1992年 | 阙里人家         | 孔令谭       |      |
| 1993年 | 高楼边           |              |      |
| 1995年 | 变脸             | 老艺人变脸王 |      |
| 1996年 | 毕业交响曲       |              |      |
| 1997年 | 黄连·厚朴        | 龚老太爷     |      |
| 1999年 | 人间草木——打一字 | 牛头大叔     |      |
| 1999年 | 洗澡             | 老刘         |      |
| 1999年 | 宝莲灯           | 秦俑甲       | 配音 |
| 2001年 | 刮痧             | 父亲         |      |
| 2001年 | 岁月无痕         | 柳涌泉       |      |
| 2002年 | 汉方道           |              |      |
| 2004年 | 阳光天井         |              |      |
| 2009年 | 风声             | 神秘老者     |      |
| 2009年 | 我们天上见       | 外公         |      |

### 电视剧
| 年份   | 劇名             | 角色     | 备注 |
| ------ | ---------------- | -------- | ---- |
| 1984年 | 末代皇帝         | 老年溥仪 |      |
| 1989年 | 武生泰斗         | 金爷     |      |
| 1990年 | 粉墨情痴         |          |      |
| 1994年 | 小楼风景         |          |      |
| 1995年 | 大地之子         | 陸德志   |      |
| 1997年 | 日落紫禁城       | 茶水章   |      |
| 2001年 | 越活越明白       |          |      |
| 2002年 | 似水年华         | 齐叔     |      |
| 2004年 | 沧海百年         |          |      |
| 2006年 | 老爸老妈兄弟姐妹 |          |      |
| 2009年 | 犯罪启示录       |          |      |
| 2009年 | 缉毒先锋         | 宋文林   |      |
| 2009年 | 家族             |          |      |

## 获奖与提名
| 中国电影金鸡奖 |            |                |          |
| 入围年份       | 奖项名称   | 入围作品       | 评奖结果 |
| 1986年         | 最佳男主角 | 《小巷名流》   | 提名     |
| 1992年         | 最佳男主角 | 《心香》       | 提名     |
| 1993年         | 最佳男主角 | 《阙里人家》   | 提名     |
| 2000年         | 最佳男主角 | 《洗澡》       | 提名     |
| 2011年         | 最佳男主角 | 《我们天上见》 | 提名     |

| 大众电影百花奖 |            |          |          |
| 入围年份       | 奖项名称   | 入围作品 | 评奖结果 |
| 2001年         | 最佳男配角 | 《刮痧》 | 获奖     |

## 其他奖项
- 1984年话剧《红白喜事》中扮演三叔，获文化部颁发的表演一等奖。
- 1991年中国话剧金狮奖。
- 1992年中国广播电影电视部优秀影片奖（即后来的华表奖）最佳男演员《阙里人家》
- 1995年，在中日合拍电视剧《大地之子》中饰演男主人公陆一心养父陆德志的朱旭因为“在《大地之子》中的演技”获得第33届日本放送批评恳谈协会“银河奖”个人奖（电视剧类别）[5]。
- 1996年第九届东京国际电影节最佳男演员奖 《变脸》
- 2009年首届澳门国际电影节最佳男主角奖《我们天上见》